# Padakembang (plaats)
Padakembang is een bestuurslaag in het regentschap Tasikmalaya van de provincie West-Java, Indonesië. Padakembang telt 6924 inwoners (volkstelling 2010).